# Transport kolejowy w Białymstoku

## Wstęp
Kolej w Białymstoku została uruchomiona w 1862 roku. Od 1873 roku stacja Białystok staje się węzłem kolejowym. Węzeł Białystok jest największym w województwie podlaskim i jednym z największych w północno-wschodniej Polsce. Stacja Białystok do września 2023 roku była największą stacją w Polsce posiadającą czynną sygnalizację kształtową. 

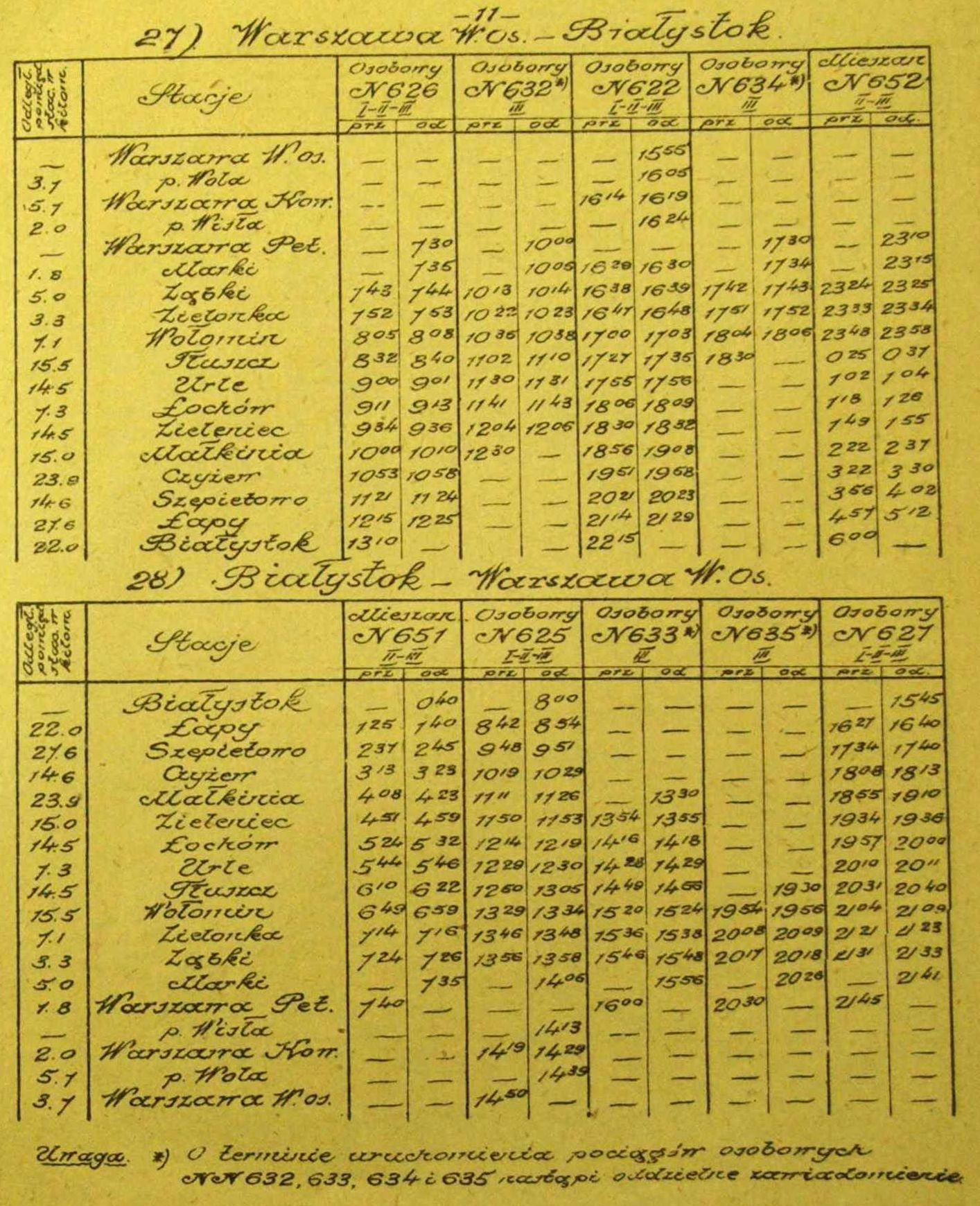
Rozkład jazdy pociągów z roku 1919

## Historia
Układ węzła kolejowego w Białymstoku wynika z przebiegu trzech dawnych dróg żelaznych: Kolei Warszawsko-Petersburskiej, Kolei Brzesko-Grajewskiej i Kolei Poleskich. Linie Warszawsko-Petersburska i Poleska mają przebieg równoleżnikowy, przecinając miasto. Linia Brzesko-Grajewska ma przebieg południkowy i biegnie po zachodniej stronie miasta. Węzeł kształtował się na dwóch dużych stacjach: Białystok, Białystok Starosielce. Przy czym druga z nich funkcjonowała w ówczesnym odrębnym mieście – Starosielcach, nazywana w mowie potocznej jako Starosielce – miasto kolejarzy. Obecny kształt węzła wynika z budowy oraz późniejszych rozbiórek poszczególnych odcinków linii z lat 1942, 1960 oraz ponownej odbudowy w 2022 i 2023 roku.

### Mapa
Kolej warszawsko-petersburska

Kolej brzesko-grajewska

Kolej poleska

### Kalendarium
Ważniejsze wydarzenia związane z historią kolei węzła Białystok:

#### XIX wiek
18 września 1862 – Uruchomienie Kolei Warszawsko-Petersburskiej na odcinku Warszawa Petersburska-Białystok.
15 grudnia 1862 – Uruchomienie Kolei Warszawsko-Petersburskiej na całej długości.
1873 – Uruchomienie Kolei Brzesko-Grajewskiej.
5 grudnia 1886 – Uruchomienie Kolei Poleskich.

#### XX wiek
1902 – Uruchomienie łącznicy Białystok Południowy – Słobodka umożliwiającej bezpośredni ruch pociągów w kierunku z/do Czeremchy.
1915 – Zniszczenie w wyniku działań wojennych infrastruktury kolejowej, m.in. dworców, zarząd nad koleją w Białymstoku przejmują Niemcy.
2 grudnia 1939 – W wyniku agresji ZSRR na Polskę i aneksji części ziem polskich do Białoruskiej SRR, utworzone zostają Koleje Białostockie (ros. Белостокская железная дорога).
1941 – W wyniku agresji III Rzeszy na ZSRR zarząd na koleją w Białymstoku przejmuje Dyrekcja Kolei w Królewcu.

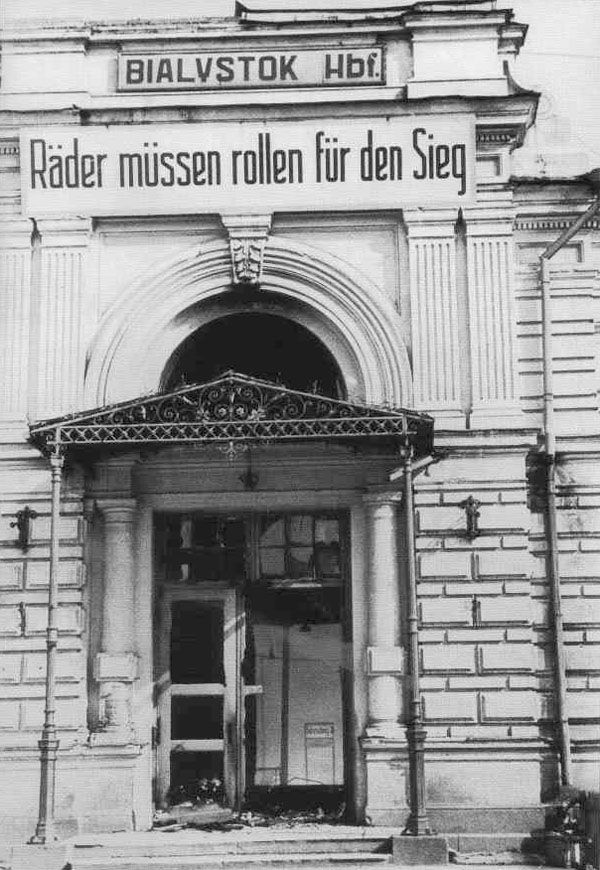
Dworzec stacji Białystok podczas drugiej wojny światowej.

1942 – Uruchomienie łącznic Białystok Towarowy-Białystok Starosielce i Turczyn-Białystok Starosielce.
lipiec 1944 – Cofające się wojska niemieckie dokonują zniszczeń na stacji Białystok.
1945 – Utworzenie DOKP Olsztyn z tymczasową siedzibą w Białymstoku.
1951 – Uruchomienie przystanku Starosielce Wiadukt, dzisiaj Białystok Wiadukt.
1957 – Uruchomienie mijanki Bacieczki, dzisiaj Białystok Bacieczki.
1960 – Rozbiórka odcinka Białystok Południowy – Białystok Starosielce, przerwanie bezpośredniej ciągłości dawnej kolei brzesko-grajewskiej.
18 marca 1967 – Wybuch kotła w parowozie na terenie lokomotywowni Białystok.
1973 – Uruchomienie przystanku Białystok Stadion.
19 grudnia 1983 – Uroczystość oddania do eksploatacji zelektryfikowanego odcinka Małkinia – Białystok (linia nr 6), przyjazd pierwszego rozkładowego pociągu elektrycznego.
10 września 1986 – Uroczystość oddania do eksploatacji zelektryfikowanego odcinka Białystok – Kuźnica Białostocka (linia nr 6).
9 marca 1989 – Katastrofa pociągu towarowego na szlaku Białystok – Białystok Fabryczny.
1989 – Rozpoczęcie remontu dworca kolejowego stacji Białystok.
6 grudnia 1990 – Uroczystość oddania do eksploatacji zelektryfikowanego odcinka Białystok – Ełk (linia nr 38).
2 kwietnia 2000 – Zawieszenie przewozów pasażerskich na odcinku Białystok – Zubki Białostockie.

#### XXI wiek
28 listopada 2003 – Oddanie do użytku remontowanego przez 14 lat budynku dworca stacji Białystok.
8 listopada 2010 – Katastrofa kolejowa na stacji Białystok, długotrwałe utrudnienia w ruchu pociągów.
10 grudnia 2012 – Zakończenie przewozów towarowych na odc. Białystok Fabryczny – Waliły.
30 maja 2014 – zamknięcie dla czynności techniczno-ruchowych stacji Białystok Fabryczny, przekształcenie w bocznicę szlakową.
22 września 2014 – Europejski Dzień bez samochodu, bezpłatna kolej miejska na odcinku Białystok Bacieczki – Białystok Fabryczny.
2 lipca 2016 – Uruchomienie przewozów pasażerskich na odcinku Białystok – Waliły.
18 grudnia 2015 – Prezentacja pociągu ED161 PesaDART.
listopad 2018 – Rozpoczęcie remontu dworca kolejowego Białystok.
4 stycznia 2019 – Zamknięcie dla obsługi podróżnych dworca kolejowego Białystok, uruchomienie dworca tymczasowego.
15 grudnia 2019 – Uruchomienie przystanku osobowego Białystok Nowe Miasto.
wrzesień 2020 – Rozpoczęcie remontu linii kolejowej nr 6 na odc. Czyżew-Białystok.
1 października 2020 – Oddanie do użytku dworca kolejowego Białystok po remoncie.
28 sierpnia 2021 – Nadanie nazwy dla dworca kolejowego Białystok imienia Danuty Siedzikówny ps. „Inka”
4 maja 2022 – Uruchomienie linii kolejowej nr 519.
2 stycznia 2023 – Ponowne uruchomienie przewozów pasażerskich na odcinku Białystok-Małkinia.
29 stycznia 2023 – Zamknięcie przystanku osobowego Białystok Wiadukt.
3 września 2023 – Uruchomienie przystanku osobowego Białystok Zielone Wzgórza, oddanie do użytku przebudowanych peronów nr 1, 2 i 4 na stacji Białystok, uruchomienie Lokalnego Centrum Sterowania „Białystok”.
14 marca 2024 – Ponowne uruchomienie dla czynności techniczno-ruchowych stacji Białystok Fabryczny. Punkt zdalnie sterowany z LCS Białystok.
18 marca 2024 – Ponowne uruchomienie przewozów pasażerskich na odcinku Białystok-Ostrołęka.

## Linie kolejowe

### Istniejące
Punkty eksploatacyjne (posterunki ruchu i przystanki) na terenie Białegostoku zaznaczono czcionką pogrubioną, a kursywą punkty zlikwidowane/nieistniejące.
- 6 (dawna kolej warszawsko-petersburska) Zielonka-Tłuszcz-Łapy-Białystok R1-Białystok Wiadukt-Słobodka-Białystok Zielone Wzgórza-Białystok Towarowy-Białystok-Sokółka-Kuźnica Białostocka-granica Państwa, długość: 220,2 km; otwarcie linii: maj-grudzień 1862 (otwarta jako jednotorowa linia szerokotorowa o prześwicie 1524 mm), zmiana prześwitu na normalnotorowy: 1915. Zelektryfikowana na całej długości linii. Przewozy pasażerskie i towarowe odbywają się na całej długości linii.
- 32 (dawna kolej brzesko-grajewska) Czeremcha-Bielsk Podlaski-Lewickie-Białystok Stadion-Białystok JW 157-Białystok Nowe Miasto-Białystok Południowy-Słobodka-Białystok Zielone Wzgórza-Białystok Towarowy-Białystok, długość: 77 km; otwarcie linii: styczeń 1873 (otwarta jako jednotorowa linia szerokotorowa, dwutorowa do roku 1945), zmiana prześwitu na normalnotorowy: 1915. Zelektryfikowana na długości czterech kilometrów. Przewozy pasażerskie i towarowe odbywają się na całej długości linii.
- 37 (dawna kolej poleska) Białystok-Białystok (Sitarska)-Białystok Fabryczny-Dojlidy-Białystok Fabryczny IKAJ-Kuriany-Żednia-Waliły-Zubki Białostockie-granica Państwa, długość: 47,1 km; otwarcie linii: 5 grudnia 1886 (otwarta jako jednotorowa linia szerokotorowa, dwutorowa na odc. Białystok-Białystok Fabryczny, równoległy przebieg tzw. towarowej obwodnicy Białegostoku, dalej jako jednotorowa), nie zelektryfikowana, sezonowy ruch pasażerski na odcinku Białystok-Waliły reaktywowany 2 lipca 2016 roku[52], ruch towarowy wyłącznie na odcinku Białystok-Białystok Fabryczny.
- 38 (dawna kolej brzesko-grajewska) Białystok-Białystok Towarowy-Białystok Zielone Wzgórza-Białystok Starosielce-Białystok Bacieczki-Mońki-Grajewo-Ełk-Giżycko-Korsze-Głomno-granica Państwa, długość: 235,1 km; budowa: 1866–1872; otwarcie linii: styczeń 1873; (otwarta jako jednotorowa linia szerokotorowa, później jako dwutorowa na 103 km odcinku Białystok – Grajewo/granica rosyjsko-pruska, do roku 1945), zmiana prześwitu na normalnotorowy: 1915[53]. Zelektryfikowana na odc. Białystok-Ełk. Przewozy pasażerskie odbywają się na odc. Białystok-Korsze.
- 515 (dawna kolej brzesko-grajewska) Białystok-Białystok Towarowy-Białystok R601-Białystok R603-Białystok Starosielce, długość: 1,915 km. Zelektryfikowana. Przewozy pasażerskie i towarowe odbywają się na całej długości linii.
- 516 Turczyn-Białystok R7-Białystok Starosielce, długość: 1,916 km. Zelektryfikowana, Nieczynna w ruchu pasażerskim.
- 519 (dawna kolej brzesko-grajewska) Białystok Południowy-Białystok R606-Białystok R603, długość: 1,098 km. Zelektryfikowana. Czynna w ruchu towarowym.
- 556 Białystok R602-Białystok R41. Zelektryfikowana. Czynna w ruchu towarowym.
- 836 Białystok R23-Białystok R197. Zelektryfikowana. Czynna w ruchu towarowym.
- 837 Białystok R32-Białystok R126. Zelektryfikowana. Czynna w ruchu towarowym.

### Nieistniejące
- odcinek Białystok Południowy-Słobodka, (dawna kolej brzesko-grajewska), otwarty: 1902, rozebrany: 1942.
- odcinek Białystok Towarowy-Białystok Wschód-Białystok Fabryczny, stanowiący tzw. towarową obwodnicę Białegostoku[54], (dawna kolej poleska).

## Stacje i przystanki

### Stacje
| Nazwa stacji          | Uruchomienie/Zamknięcie | Numer linii/kilometraż                                                                                  | Zdjęcie | Statut | Właściwości | Uwagi                               |
| --------------------- | ----------------------- | --- | ------- | ------ | --- | ----------------------------------- |
| Białystok             | 1862                    | 6 177,305 32 77,003 37 0,000 38 0,000 515 0,001 516 0,000 519 0,000 556 175,723 836 174,941 837 177,183 |         | czynna | Dworzec: czynny Kasy: tak Biletomaty: tak Perony: 4 Krawędzie peronowe: 7 Sygnalizacja: świetlna                                                    |                                     |
| Białystok Bacieczki   | 1957                    | 38 8,013                                                                                                |         | czynna | Dworzec: czynny Kasy: zlikwidowana Biletomaty: nie ma Perony: 2 Krawędzie peronowe: 2 Sygnalizacja: świetlna                                        |                                     |
| Białystok Fabryczny   | 1886                    | 37 3,675                                                                                                |         | czynna | Dworzec: nieczynny, zmienione przeznaczenie Kasy: zlikwidowana Biletomaty: nie ma Perony: 2 Krawędzie peronowe: 3 (czynna 1) Sygnalizacja: świetlna |                                     |
| Białystok Starosielce | 1873                    | 38 4,555 515 1,914 516 1,916                                                                            |         | czynna | Dworzec: nie istnieje Kasy: zlikwidowana Biletomaty: nie ma Perony: 1 Krawędzie peronowe: 1 Sygnalizacja: świetlna                                  |                                     |
| Białystok GT          | 1862                    | 6 176,300 556 175,723 836 175,990 837 176,421                                                           |         | czynna | Dworzec: zmienione przeznaczenie Kasy: nie ma Biletomaty: nie ma Perony: brak Krawędzie peronowe: brak Sygnalizacja: świetlna                       | Obecnie jako część stacji Białystok |

### Przystanki osobowe
| Nazwa przystanku          | Uruchomienie/Zamknięcie | Numer linii/kilometraż       | Zdjęcie | Statut       | Właściwości                                                                                 | Uwagi |
| ------------------------- | ----------------------- | ---------------------------- | ------- | ------------ | ------------------------------------------------------------------------------------------- | ----- |
| Białystok Nowe Miasto     | 2019                    | 32 72,585                    |         | czynny       | Dworzec: nie ma Kasy: nie ma Biletomaty: nie ma Perony: 1 Krawędzie peronowe: 1             |       |
| Białystok Stadion         | 1972                    | 32 71,110                    |         | czynny       | Dworzec: nie istnieje Kasy: zlikwidowana Biletomaty: nie ma Perony: 1 Krawędzie peronowe: 1 |       |
| Białystok Wiadukt         | 1953/2023               | 6 173,570                    |         | zlikwidowano | Dworzec: nie istnieje Kasy: nie było Biletomaty: nie było Perony: 2 Krawędzie peronowe: 2   |       |
| Białystok Zielone Wzgórza | 2023                    | 6 174,288 32 73,986 38 3,017 |         | czynny       | Dworzec: nie istnieje Kasy: nie ma Biletomaty: nie ma Perony: 2 Krawędzie peronowe: 4       |       |

### Posterunki odgałęźne, bocznicowe
| Nazwa posterunku         | Uruchomienie                                             | Numer linii/kilometraż | Rodzaj                                  | Zdjęcie | Właściwości                           | Statut       |
| ------------------------ | -------------------------------------------------------- | ---------------------- | --------------------------------------- | ------- | ------------------------------------- | ------------ |
| Białystok R1-7           | 1942 jako Turczyn, 2023 jako Białystok R1                | 6 172,823 516 0,000    | posterunek zdalnie sterowany            |         | Sygnalizacja: świetlna                | czynny       |
| Białystok R601           | 1942, 2023 jako Białystok R601                           | 32 73,697 515 0,000    | posterunek zdalnie sterowany            |         | Sygnalizacja: świetlna                | czynny       |
| Białystok R603           | 2022, 2023 jako Białystok R603                           | 515 0,805 519 1,098    | posterunek zdalnie sterowany            |         | Sygnalizacja: świetlna                | czynny       |
| Białystok R606           | 1902 jako Białystok Południowy, 2022 jako Białystok R606 | 32 72,833 519 0,000    | posterunek zdalnie sterowany            |         | Sygnalizacja świetlna                 | czynny       |
| Białystok Fabryczny IKAJ | 1929                                                     | 37 6,513               | posterunek bocznicowy/bocznica szlakowa |         | Sygnalizacja: kształtowa zlikwidowana | nieczynny    |
| Białystok bocz. 157      | ?                                                        | 32 71,288              | posterunek zdalnie sterowany            |         | Sygnalizacja: świetlna                | czynny       |
| Białystok Wschód         | ?                                                        | 37 1,680               | posterunek odgałęźny                    |         | Sygnalizacja: kształtowa zlikwidowana | nie istnieje |
| Słobodka                 | 1902                                                     | 6 173,800              | posterunek odgałęźny                    |         | Sygnalizacja: kształtowa zlikwidowana | nie istnieje |

## Bocznice kolejowe
|                            | Białystok | Białystok Bacieczki | Białystok Fabryczny                                         | Dojlidy/Białystok Fabryczny IKAJ                                                                          | Białystok Starosielce | Bocznice szlakowe |
| -------------------------- | --- | ------------------- | ----------------------------------------------------------- | --- | --- | ----------------- |
| czynne                     | - PKP Intercity - PKP Cargo - Polregio - PGE Energetyka Kolejowa - PGE Energetyka Kolejowa – Oddział Paliwa - Grupa Ożarów - Ciepłownia Enea Ciepło |                     | - Cargotor - Elektrociepłownia Enea Ciepło                  | | - PKP PLK – PNI (dawny D.O.M.) - „Uniwerstal” |                   |
| nieczynne, w tym rozebrane | - Agros/Octim - Pronar - PSS - Madro, dawna bocznica zakładów Wieczorka - Zakłady jajczarskie                                                       |                     | - JW 3215; - „Uchwyty”; - Gazownia Białystok; - Huta Szkła; | - IKAJ - Naftobaza CPN - Zakłady Mięsne/PMB - Chłodnia Białystok - Browar Dojlidy - Elektrownia - Biaform | - tartak (przy ul. Klepackiej); - Mostostal Białystok (dawne KZKSiUD); - Fabryka Maszyn Spożywczych „Spomasz”; - GS „Sch”; - Białostocka Centrala Materiałów Budowlanych; - PZZ Białystok; - „Provimi-Rolimpex” SA; - Polmos Białystok; - ZPB „Fasty”; - Fabryka Domów „Fadom”; |                   |

## Lokomotywownie
- Lokomotywownia Białystok, obecnie używana przez PKP Cargo SA.

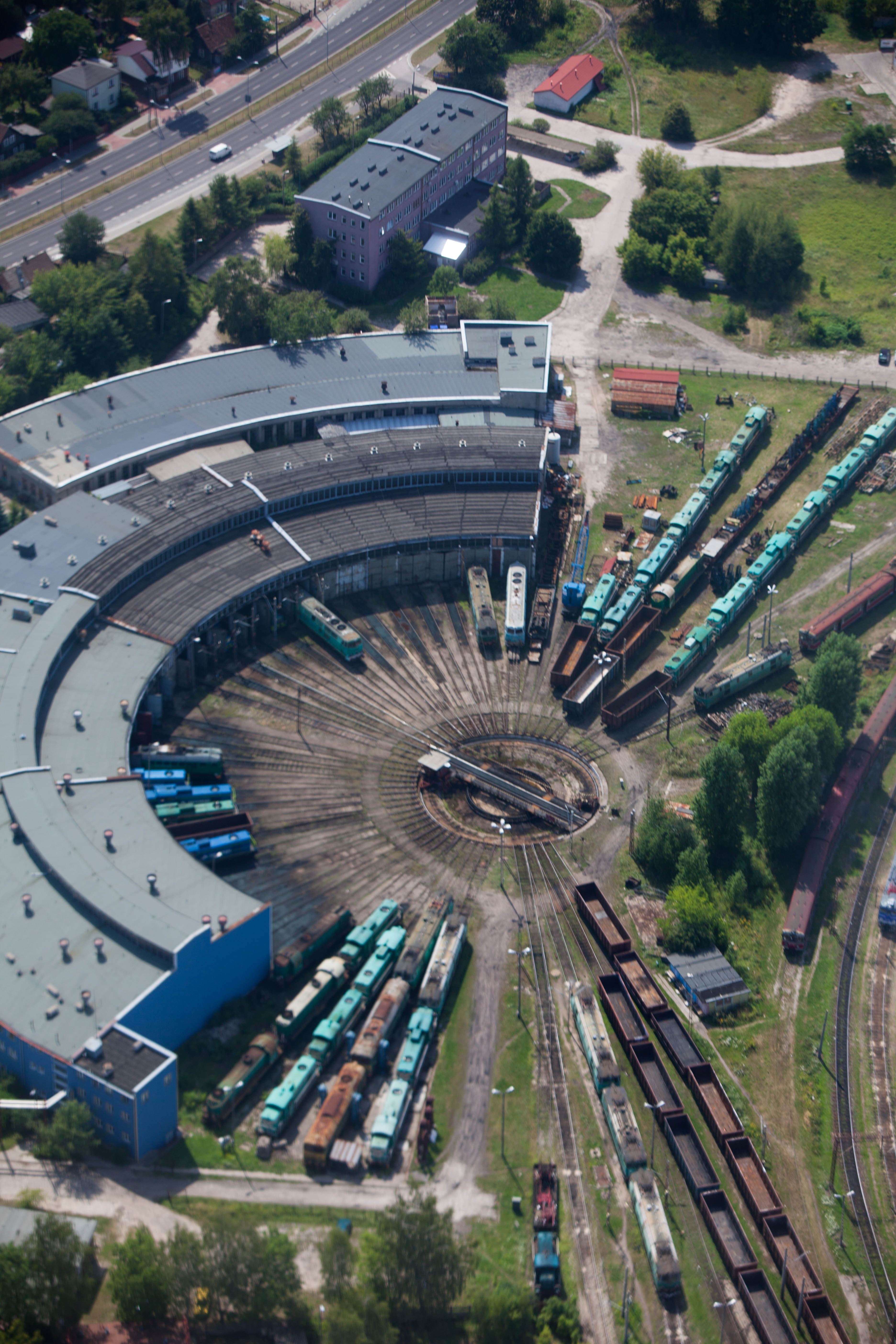
Lokomotywownia Białystok, obecnie używana przez PKP Cargo SA.

Parowozownia, następnie jako lokomotywownia przy stacji Białystok (ul. Grunwaldzka 76), używana przez PKP Cargo.
- Parowozownia przy stacji Białystok Starosielce (nie istnieje).

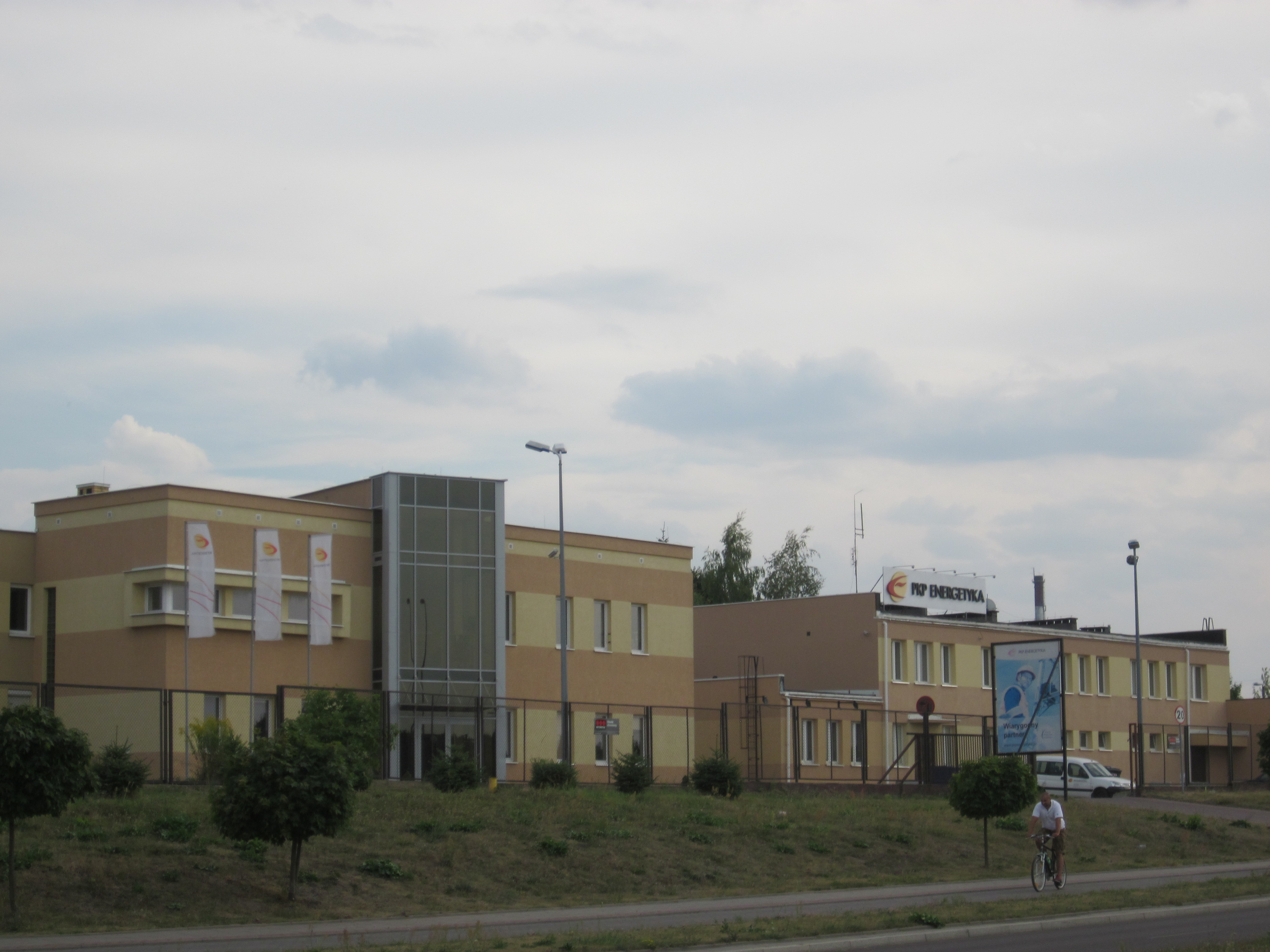
Siedziba PKP Energetyka przy ul. Hetmańskiej 103

## Przedsiębiorstwa kolejowe
Kolejowe Zakłady Konstrukcji Stalowych – ostatnia nazwa zakładu: Mostostal Białystok, istniejący w latach 1873–2014 zakład produkujący na rzecz kolei konstrukcje stalowe, mostowe itp. Zakłady powstały na bazie utworzonych przy stacji Starosielce Zakładów Remontowych Zaplecza Kolei Żelaznych.
Na terenie Białegostoku funkcjonują jednostki organizacyjne przedsiębiorstw:
- PKP SA: rejon budynków.
- PKP Polskie Linie Kolejowe: Zakład Linii Kolejowych, Sekcja Eksploatacji.
- PKP Polskie Linie Kolejowe: Przedsiębiorstwo Napraw Infrastruktury
- PKP Intercity: Sekcja Handlowo-Przewozowa.
- PGE Energetyka Kolejowa: Sekcja Elektrotrakcyjna.
- PGE Energetyka Kolejowa Oddział Paliwa: bocznica stacji tankowania.
- PKP Cargo: Punkt Utrzymania Taboru, sekcja, lokomotywownia.
- Polregio: Zakład Podlaski, Sekcja Przewozów Regionalnych.
- Barter: siedziba spółki posiadającej licencję przewoźnika kolejowego[64].

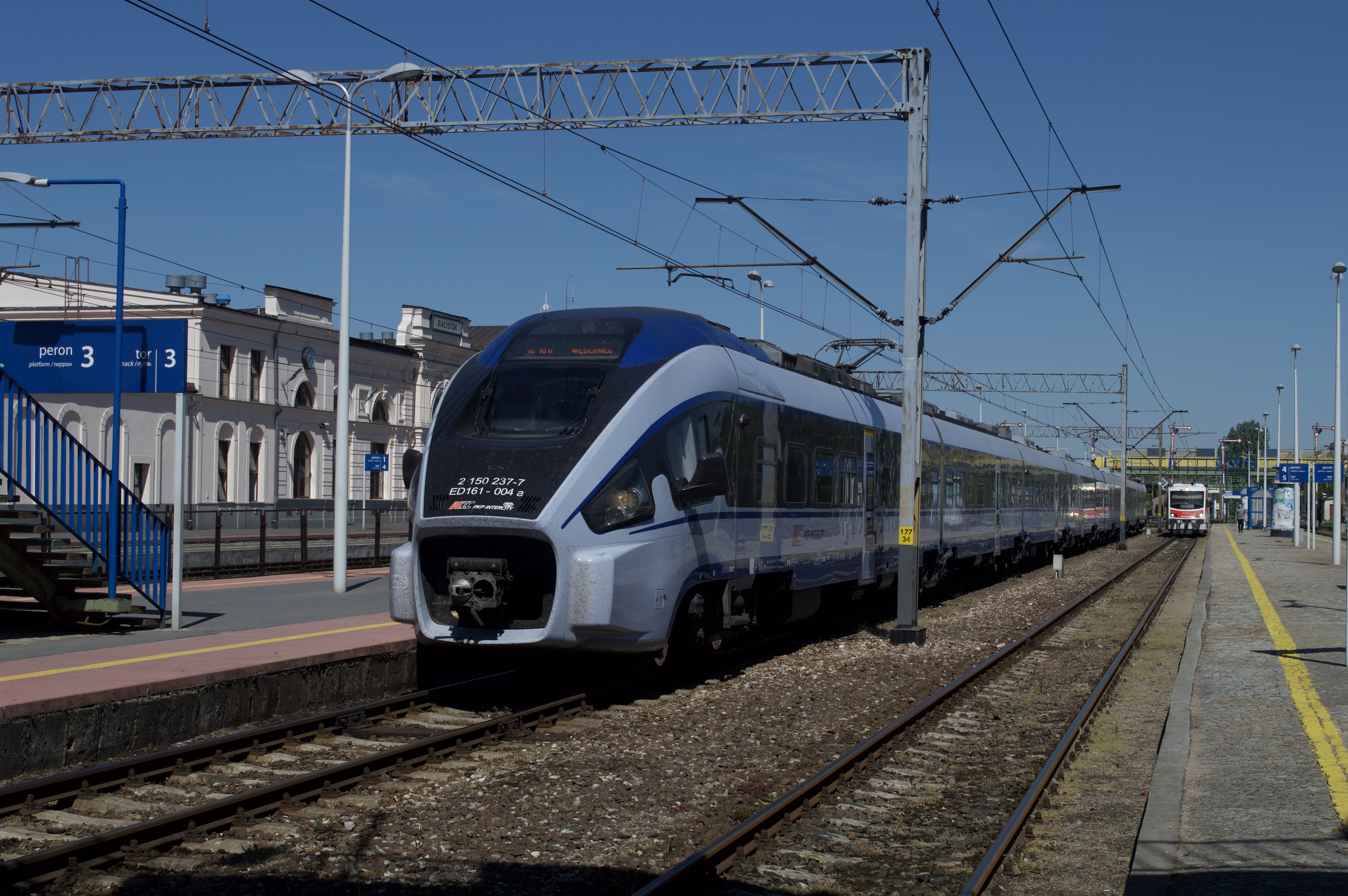
Pociąg PKP Intercity SA na stacji Białystok.

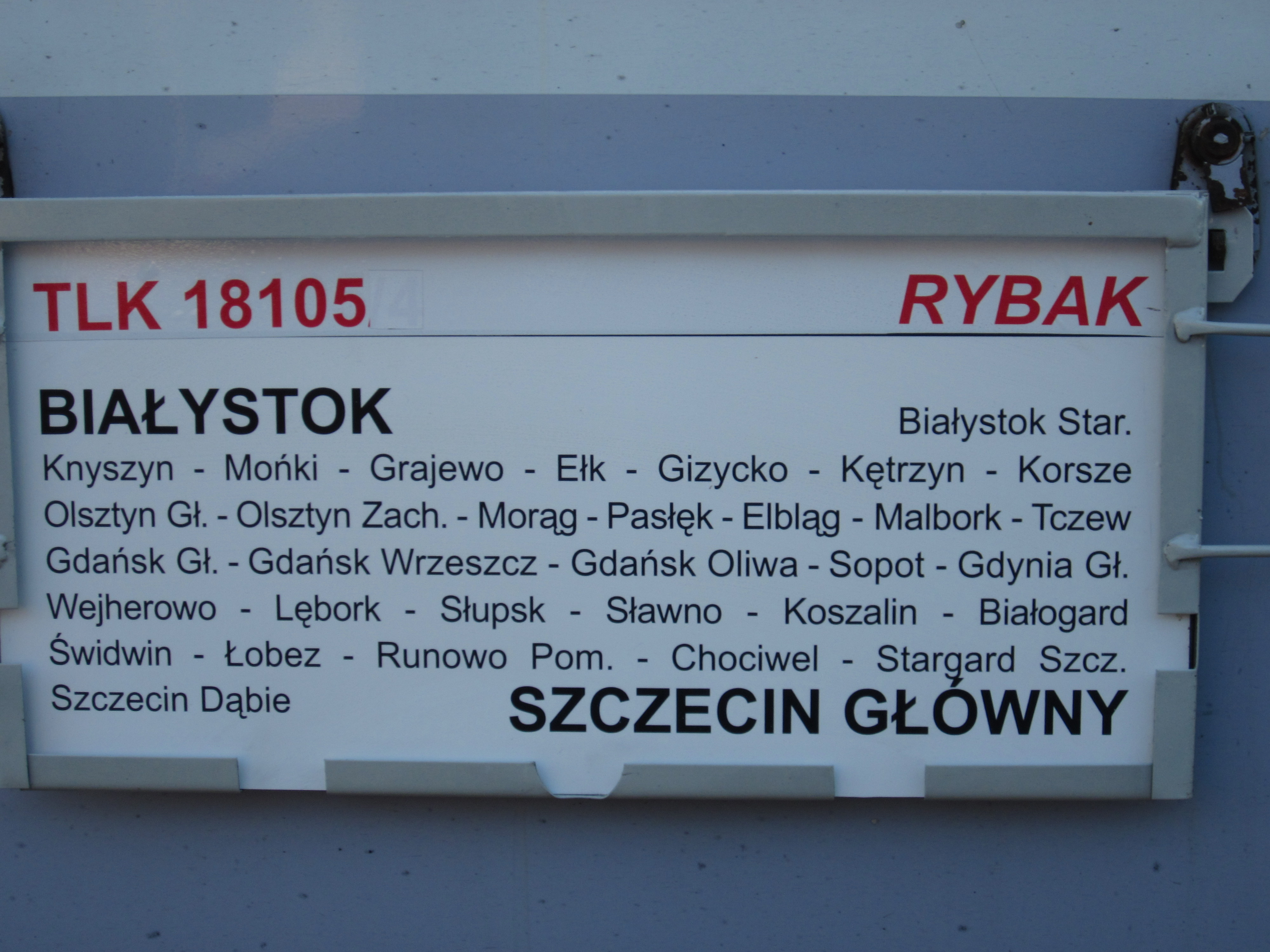
Tablica relacyjna pociągu TLK 18105.

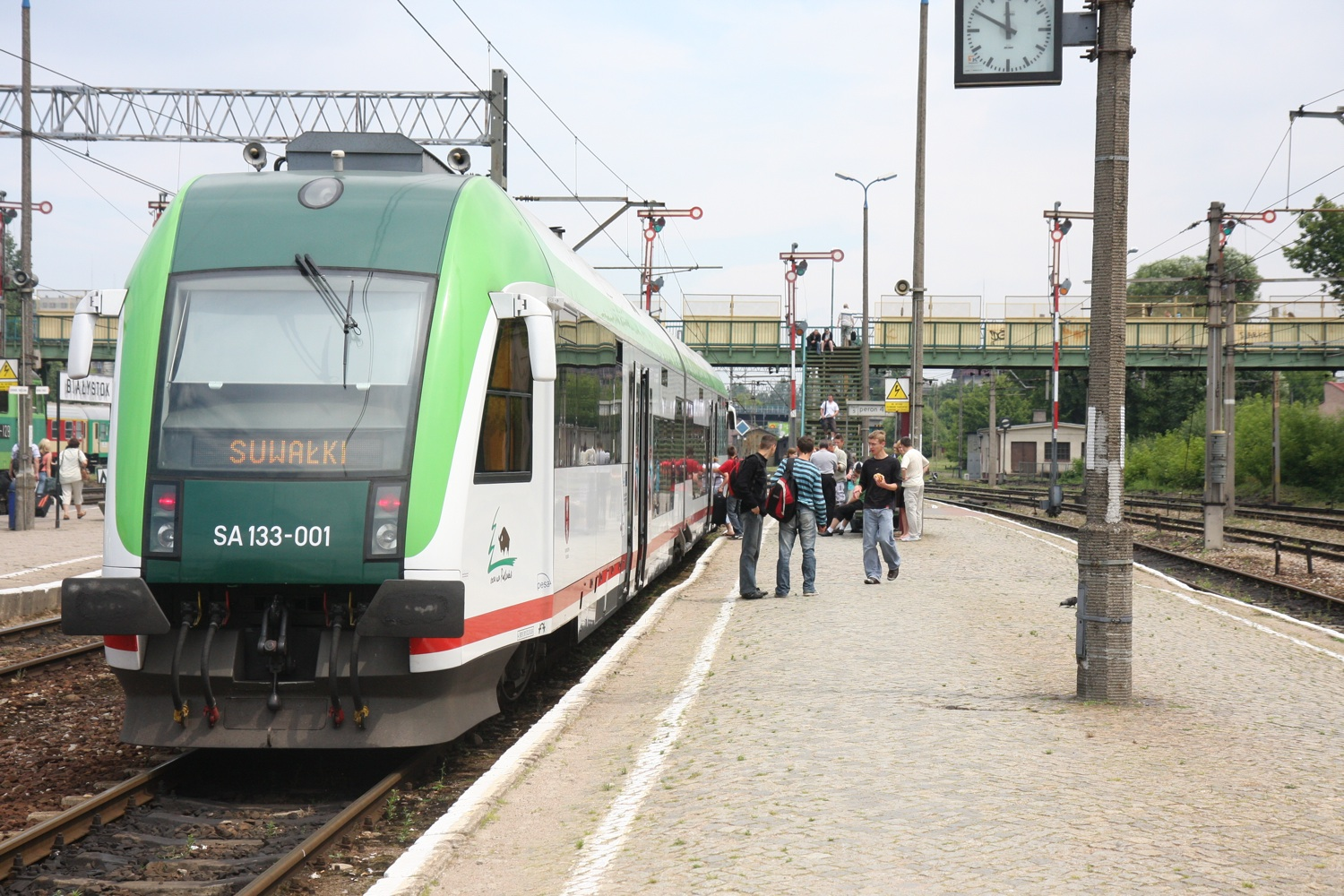
Spalinowy zespół trakcyjny SA133-001 używany przez Polregio

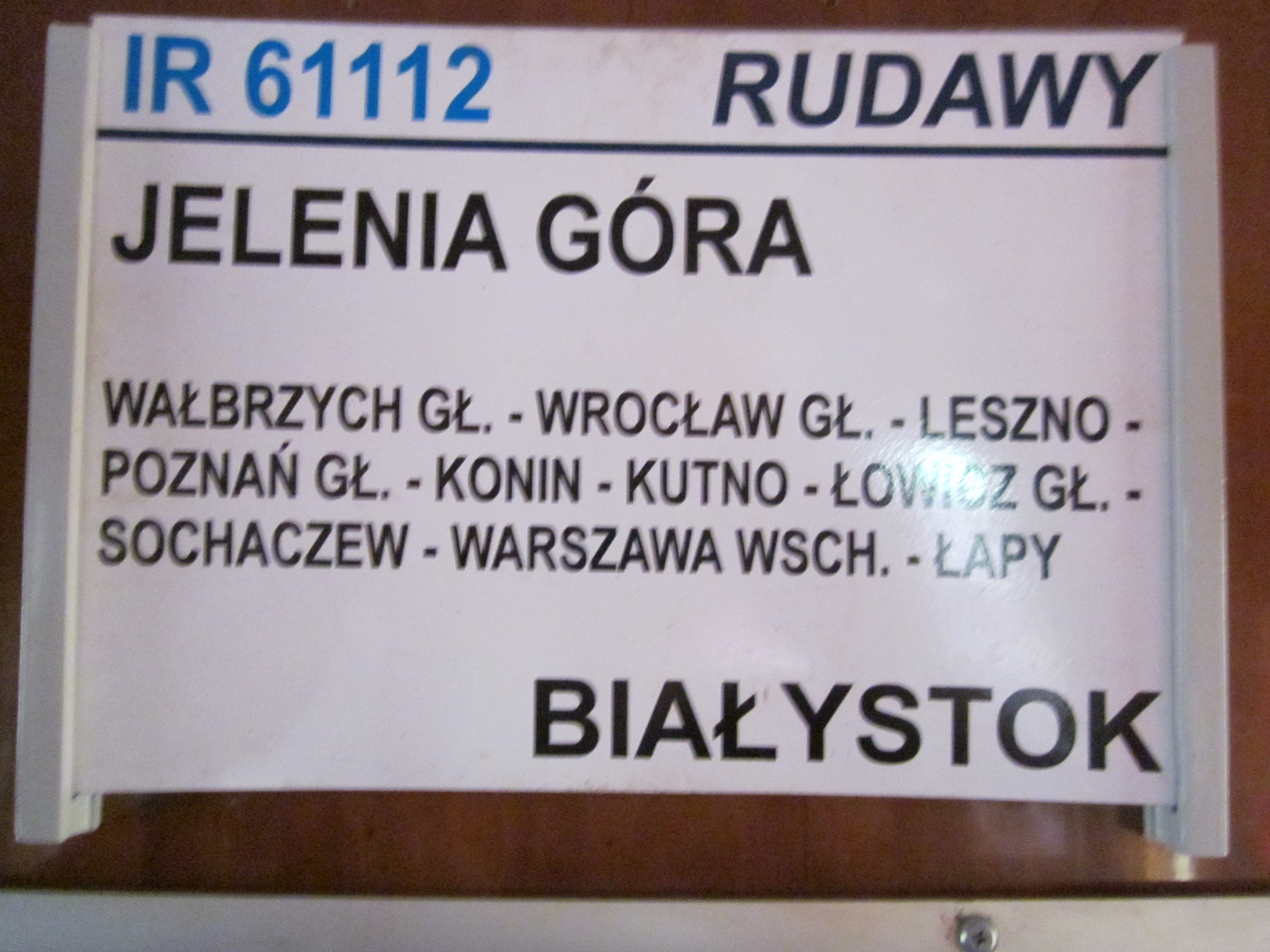
Tablica relacyjna pociągu IR 6112.

- Nawec: obsługa bocznicy EC II[65].
- Grupa Ożarów: obsługa bocznicy[66].

## Połączenia kolejowe
Pasażerskie połączenia kolejowe w rozkładzie 2023/2024 realizowane są przez PKP Intercity i Polregio.
PKP Intercity uruchamia pociągi zestawione z wagonów i lokomotyw serii: SU160, EU07, EP07, EP08, EP09, EU160 oraz elektrycznych zespołów trakcyjnych serii ED161.
Polregio uruchamiają pociągi zestawione z wagonów motorowych, autobusów szynowych, spalinowych zespołów trakcyjnych serii: SA105, SA106, SA108, SA133 i elektrycznych zespołów trakcyjnych serii: EN57, EN57Al, EN57Ald.
Część pociągów PKP Intercity kończy lub zaczyna bieg na stacji Białystok, dla pozostałych jest to stacja pośrednia. Dla części pociągów tego przewoźnika następuje zmiana kierunku (w relacji z/do i przez Ełk i Siedlec) lub zmiana trakcji (w relacji z/do Ełku, Siedlec, Suwałk).

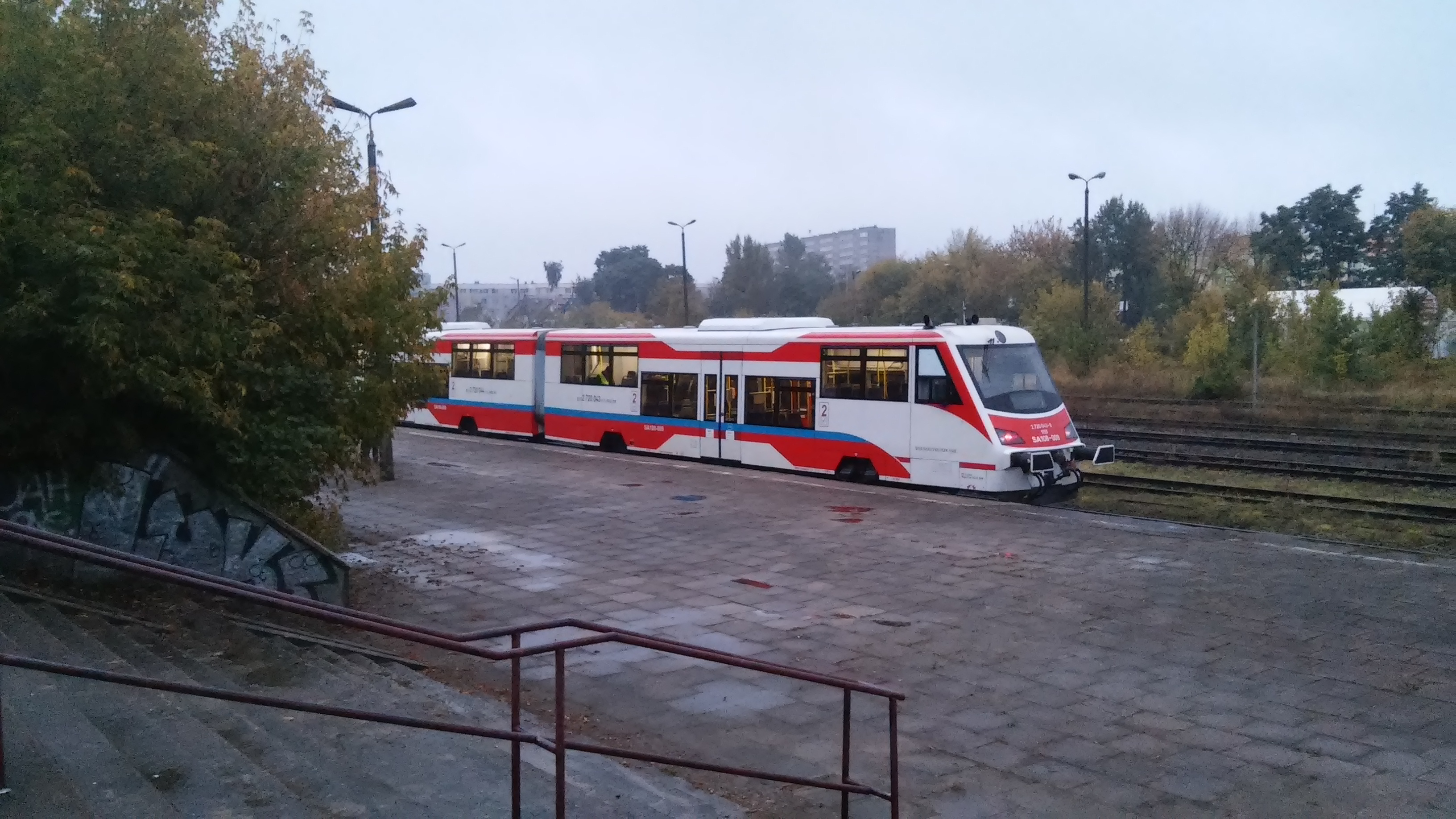
SA108-009 przy peronie stacji Białystok Fabryczny w dniu 22 września 2014 roku.

| Przewoźnik    | Stacje docelowe | Stacje docelowe | Stacje docelowe    |
| ------------- | --- | --------------- | ------------------ |
| Przewoźnik    | Krajowe | Międzynarodowe  | Uwagi              |
| PKP Intercity | - Bielsko-Biała Główna - Ełk - Gdynia Główna - Kraków Główny - Łódź Fabryczna - Warszawa Centralna - Warszawa Gdańska - Warszawa Wschodnia - Warszawa Zachodnia - Wrocław Główny - Suwałki - Szczecin Główny - Świnoujście | - Mockava       |                    |
| Polregio      | - Czeremcha - Czyżew - Ełk - Hajnówka - Kuźnica Białostocka - Ostrołęka - Siedlce - Suwałki - Szepietowo - Waliły |                 | - Waliły, sezonowo |

## Kolej miejska i „Bilet miejski”

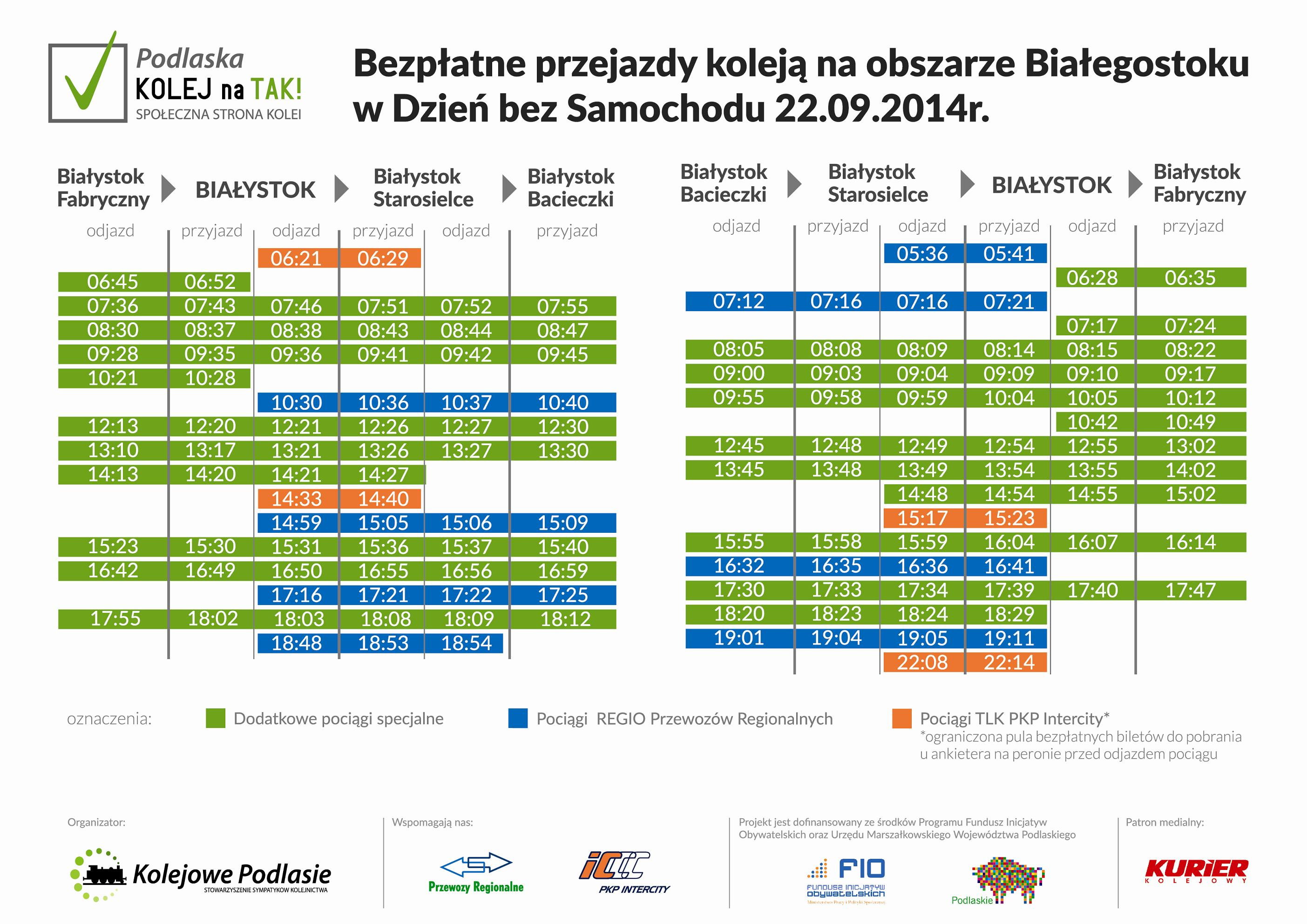
Rozkład jazdy pociągów dodatkowych w dniu 22 września 2014 r.

Według rozkładów jazdy pociągów (tab. 536) z lat 50. XX wieku pomiędzy stacjami Białystok Centralny a Starosielce kursowało kilkanaście pociągów na dobę.
Wielokrotnie w przestrzeni publicznej pojawiały się pomysły uruchomienia kolei miejskiej lub aglomeracyjnej. Urząd Miejski w Białymstoku wydał jedno opracowanie na ten temat. Jedyną dotąd próbę w XXI wieku podjęto na jeden dzień – 22 września 2014 roku, kiedy to Stowarzyszenie Sympatyków Kolejnictwa „Kolejowe Podlasie” w ramach projektu „Podlaska kolej na tak – społeczna strona kolei” uruchomiło kilkanaście bezpłatnych pociągów REGIO w relacji Białystok Fabryczny – Białystok – Białystok Starosielce – Białystok Bacieczki. Połączenia były wykonywane przez Przewozy Regionalne jednym spalinowym zespołem trakcyjnym: SA108-009. Z jednodniowych przewozów skorzystało blisko 1500 osób.
Od 20 kwietnia 2018 roku we wszystkich pociągach REGIO na odcinkach pomiędzy stacjami kolejowymi na terenie Białegostoku wprowadzony został „Bilet miejski”.

## Wybrane wypadki kolejowe
- 18 marca 1967 – wybuch kotła parowozowego opalanego ciekłym mazutem w lokomotywie Ty2-128 na terenie parowozowni Białystok[81].
- 9 marca 1989 – wykolejenie się pociągu towarowego w składzie którego znajdowało się sześć cystern z ciekłym chlorem (99,9%) na szlaku Białystok-Białystok Fabryczny[82][83][84].  Osobny artykuł: Katastrofa kolejowa w Białymstoku (1989).
- 20 lipca 2009 – zderzenie pociągu osobowego prowadzonego pojazdem serii SA133 z samochodem marki Volkswagen Passat na przejeździe kolejowo-drogowym w km 72,495, w wyniku czego śmierć poniosła 37-letnia kierująca pojazdem, jej 9-letnia córka, kolejne dziecko, 3-letnia dziewczynka w stanie ciężkim trafiła do szpitala[85].
- 16 kwietnia 2010 – wykolejenie się pociągu towarowego w składzie którego znajdowały się cysterny z gazem propan-butan na stacji Białystok[86][87][88].
- 8 listopada 2010 – zderzenie dwóch pociągów towarowych na stacji Białystok, w wyniku którego spaleniu uległy dwie lokomotywy, siedemnaście cystern, dwa wagony węglarki, uszkodzona została infrastruktura stacyjna: budynek nastawni Bł1[89], sieć trakcyjna, urządzenia sterowania ruchem kolejowym, tory, zanieczyszczone zostało środowisko[90][91][92].

## Inwestycje ze środków UE
Na węźle białostockim realizowane są następujące projekty finansowane ze źródeł UE:
- „Polepszenie jakości usług przewozowych na liniach objazdowych 31, 32, 36” w ramach projektu „Prace na linii E 75 na odcinku Sadowne – Białystok wraz z robotami pozostałymi na odcinku Warszawa Rembertów – Sadowne”[93], zrealizowany.
- „Prace na linii kolejowej nr 32, na odcinku Białystok – Bielsk Podlaski (Lewki)”[94], zrealizowany.
- Projekt nr POPW.03.01.00-00-0004/17 „Prace na linii kolejowej nr 32 na odcinku Białystok – Bielsk Podlaski (Lewki)”[95], zrealizowany.
- „Projekt i zabudowa systemu ERTMS/ETCS na linii E75 na odcinku Warszawa Rembertów – Białystok”[96], w realizacji.
- „Prace na linii E75 na odcinku Czyżew – Białystok”[97][98], w realizacji.

## Pomniki, upamiętnienie, zabytki
Na terenie Białegostoku istnieją pomniki i tablice związane z koleją, a także jedna wystawa poświęcona kolejnictwu.

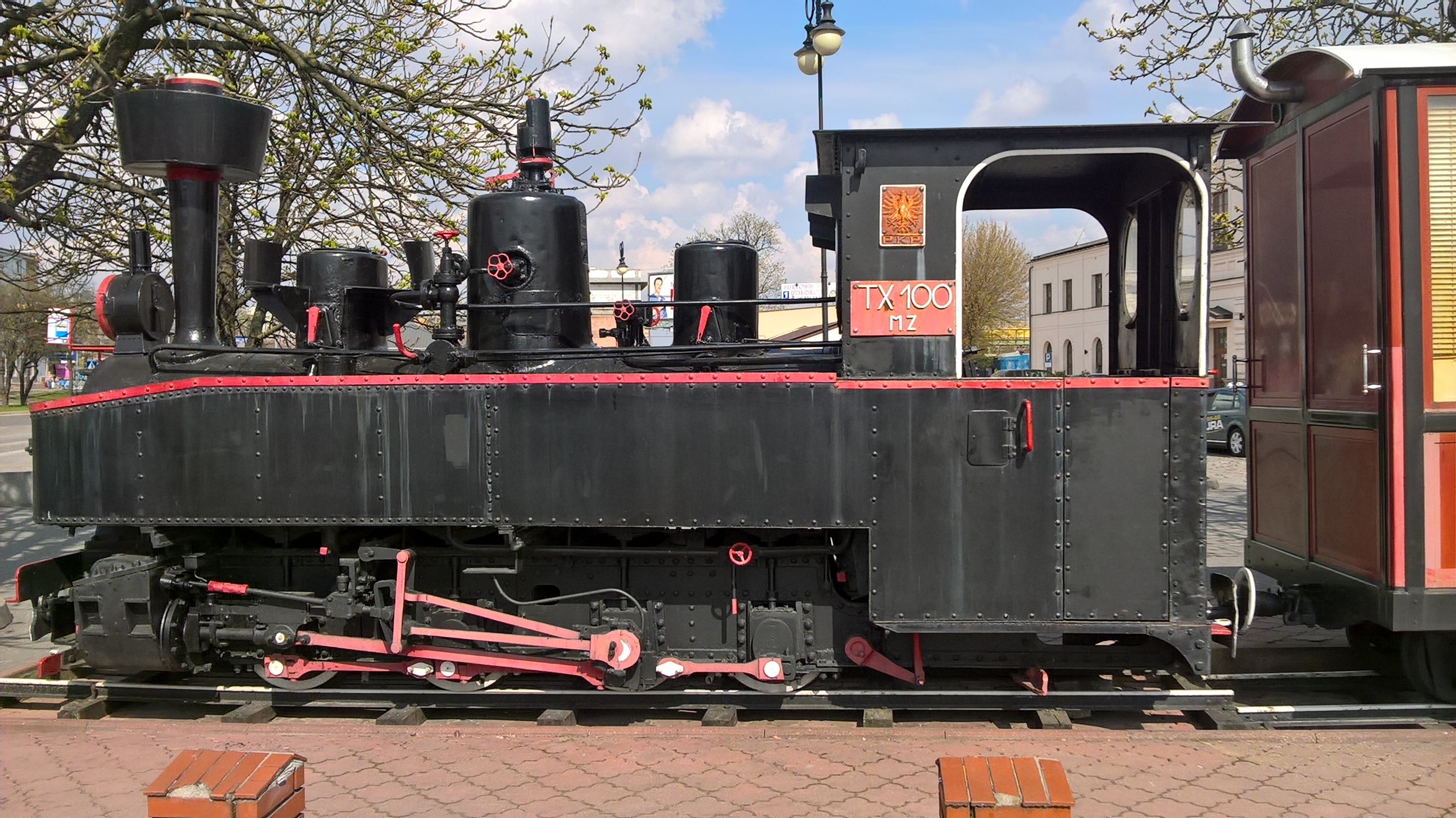
Parowóz typu Las przed dworcem

### Pomniki

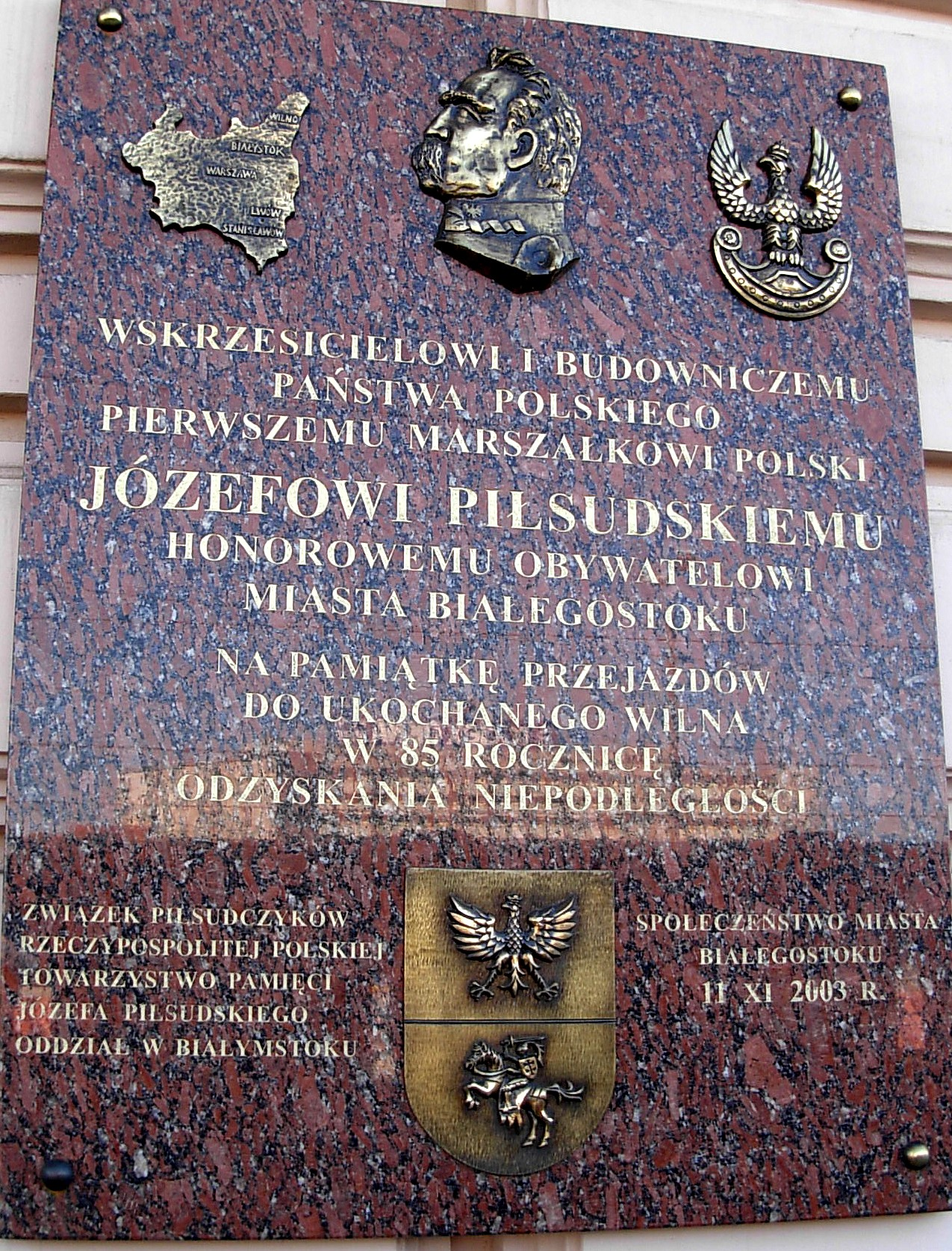
Tablica poświęcona Józefowi Piłsudskiemu

- pomnik parowóz Borsig typu Las (fikcyjne oznaczenie Tx100)[99], przed dworcem Białystok, upamiętniający jubileusz 150-lecia kolei na ziemiach polskich, wywieziony do Prostek w kwietniu 2018 roku[100][101].
- pomnik wagon tzw. tiepłuszka upamiętniająca przymusowe wywózki Polaków w głąb ZSRR podczas drugiej wojny światowej, ustawiony na terenie Muzeum Pamięci Sybiru[102][103].
- pomnik Znak Pamięci Polskiej Golgoty Wschodu upamiętniający przymusowe wywózki Polaków w głąb ZSRR podczas drugiej wojny światowej, ustawiony na terenie stacji Białystok Fabryczny[104].
- pomnik krzyż wykonany z szyn i podkładów kolejowych upamiętniający przymusowe wywózki Polaków w głąb ZSRR podczas drugiej wojny światowej, na terenie parafii rzymskokatolickiej pw. Ducha Świętego w Białymstoku przy ul. Sybiraków.
- pomnik Grób Nieznanego Sybiraka, w skład którego wchodzi płyta położona na ostoi koleby na torze 600 mm upamiętniający katorżniczą pracę i deportacje Polaków w głąb ZSRR podczas drugiej wojny światowej[105], na terenie parafii rzymskokatolickiej pw. Ducha Świętego w Białymstoku przy ul. Sybiraków.

### Tablice
- tablica umieszczona na ścianie dworca Białystok, poświęcona wizycie Marszałka Polski Józefa Piłsudskiego w Białymstoku.
- tablica umieszczona na ścianie dworca Białystok, poświęcona udziałowi kolejarzy z węzła białostockiego poległych w trakcie drugiej wojny światowej.
- tablica umieszczona na ścianie dworca o treści Dworzec Białystok imienia Danuty Siedzikówny „Inki”

### Wystawy stałe
- Ekspozycja Kolejowa Białystok prowadzona przez Stowarzyszenie Sympatyków Kolejnictwa „Kolejowe Podlasie”, przy ulicy Kolejowej 26 A, zgromadzone zbiory/zabytki poświęcone są historii kolei w Polsce północno-wschodniej[106][107].

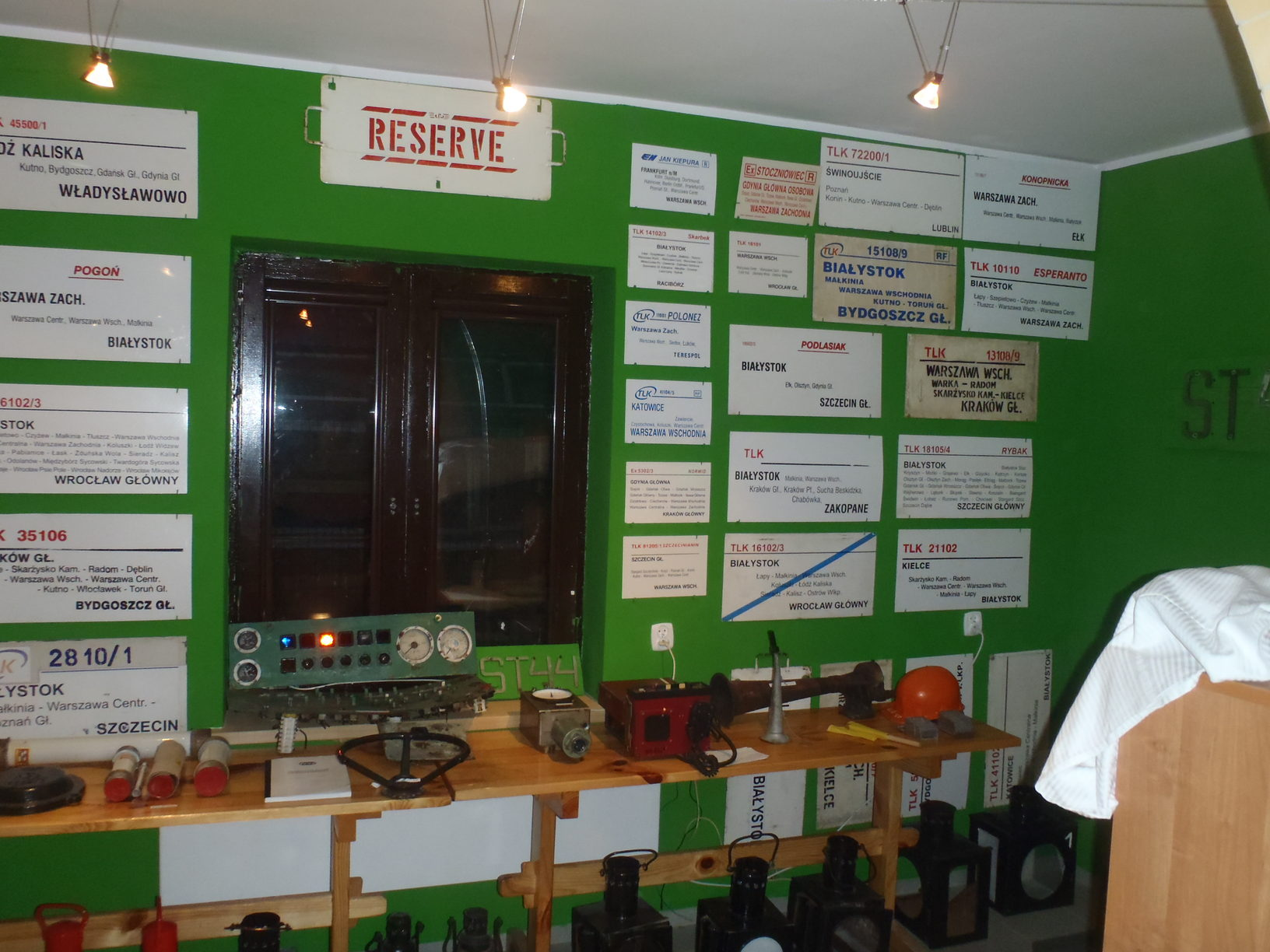
Ekspozycja Kolejowa prowadzona przez Stowarzyszenie „Kolejowe Podlasie”

### Wystawy czasowe
- Białystok na trasie kolei warszawsko-petersburskiej prezentowana latem 2012 roku[108].

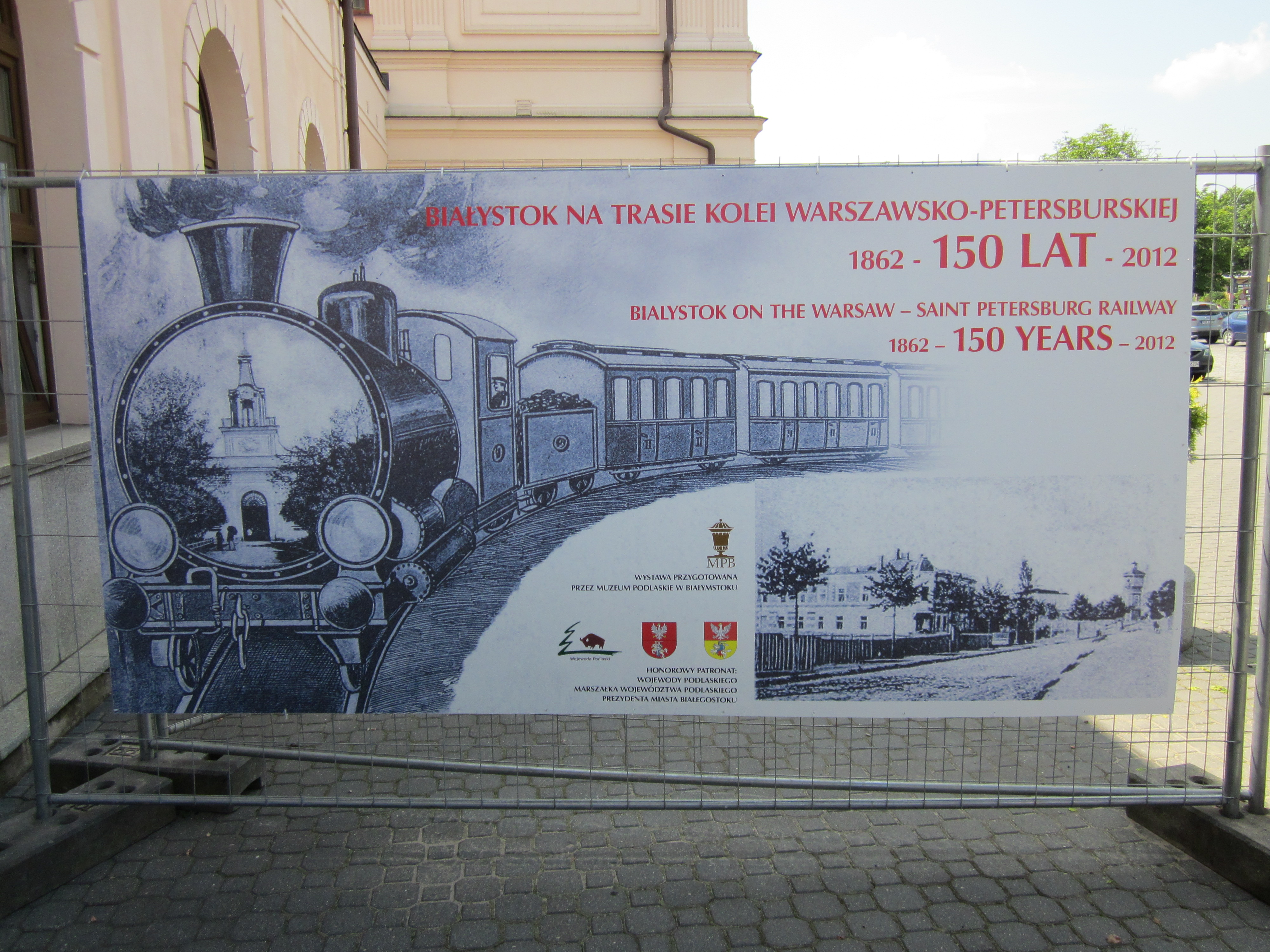
Czasowa wystawa poświęcona jubileuszowi 150-lecia kolei warszawsko-petersburskiej

## Koleje wąskotorowe
Koleje wąskotorowe w Białymstoku istniały w co najmniej kilku miejscach. Kolej do przewozu moczonego drewna funkcjonowała przy fabryce dykty Hasbacha. Koleje cegielniane istniały m.in. na osiedlu Starosielce i w okolicach dzisiejszego targowiska przy ulicy Kawaleryjskiej.

## Działalność poboczna
Przy kolei w Białymstoku istniała inna niż przewozowa działalność, funkcjonowały między innymi wielosekcyjne klub sportowe: Kolejarz Starosielce, Ognisko Białystok. Inną działalność było np. Kolejowe Przysposobienie Wojskowe.

## Szkolnictwo
- Zespół Szkół PKP im. Ernesta Malinowskiego w Białymstoku, istniejący w latach 1947–2014 pod różnymi nazwami, kształcił w kilku kierunkach kolejowych w szkole zawodowej, technikum i technikum dla dorosłych[112][113][114].
- Zespół Szkół Technicznych im. gen. Wł. Andersa w Białymstoku, kształci w kierunku technik transportu kolejowego[115].

### Atlas Kolejowy Polski, Czech i Słowacji
- Białystok w Atlasie Kolejowym Polski, Czech i Słowacji – atlaskolejowy.net
- Białystok Bacieczki w Atlasie Kolejowym Polski, Czech i Słowacji – atlaskolejowy.net
- Białystok Fabryczny w Atlasie Kolejowym Polski, Czech i Słowacji – atlaskolejowy.net
- WBK 157 Białystok w Atlasie Kolejowym Polski, Czech i Słowacji – atlaskolejowy.net
- Białystok Nowe Miasto w Atlasie Kolejowym Polski, Czech i Słowacji – atlaskolejowy.net
- Białystok Stadion w Atlasie Kolejowym Polski, Czech i Słowacji – atlaskolejowy.net
- Białystok Starosielce w Atlasie Kolejowym Polski, Czech i Słowacji – atlaskolejowy.net
- Białystok Wiadukt w Atlasie Kolejowym Polski, Czech i Słowacji – atlaskolejowy.net
- Dojlidy w Atlasie Kolejowym Polski, Czech i Słowacji – atlaskolejowy.net
- Turczyn w Atlasie Kolejowym Polski, Czech i Słowacji – atlaskolejowy.net

### Baza Kolejowa
- https://semaforek.kolej.org.pl/wiki/index.php?title=Bia%C5%82ystok_Bacieczki
- https://semaforek.kolej.org.pl/wiki/index.php?title=Bia%C5%82ystok_Fabryczny
- https://semaforek.kolej.org.pl/wiki/index.php?title=Bia%C5%82ystok_Fabryczny_IKAJ
- https://semaforek.kolej.org.pl/wiki/index.php?title=Bia%C5%82ystok_Starosielce
- https://semaforek.kolej.org.pl/wiki/index.php?title=Turczyn

### Ogólnopolska Baza Kolejowa
- Białystok w Ogólnopolskiej Bazie Kolejowej – bazakolejowa.pl
- Białystok Wschód w Ogólnopolskiej Bazie Kolejowej – bazakolejowa.pl
- Białystok Bacieczki w Ogólnopolskiej Bazie Kolejowej – bazakolejowa.pl
- Białystok Fabryczny w Ogólnopolskiej Bazie Kolejowej – bazakolejowa.pl
- Białystok Fabryczny IKAJ w Ogólnopolskiej Bazie Kolejowej – bazakolejowa.pl
- Białystok bocz.157 w Ogólnopolskiej Bazie Kolejowej – bazakolejowa.pl
- Białystok Nowe Miasto w Ogólnopolskiej Bazie Kolejowej – bazakolejowa.pl
- Białystok Południowy w Ogólnopolskiej Bazie Kolejowej – bazakolejowa.pl
- Białystok Stadion w Ogólnopolskiej Bazie Kolejowej – bazakolejowa.pl
- Białystok Starosielce w Ogólnopolskiej Bazie Kolejowej – bazakolejowa.pl
- Białystok GT w Ogólnopolskiej Bazie Kolejowej – bazakolejowa.pl
- Białystok Wiadukt w Ogólnopolskiej Bazie Kolejowej – bazakolejowa.pl
- Słobodka w Ogólnopolskiej Bazie Kolejowej – bazakolejowa.pl
- Turczyn w Ogólnopolskiej Bazie Kolejowej – bazakolejowa.pl